# Ločniškar
Ločniškar je priimek več znanih Slovencev:

## Znani nosilci priimka
- Fran Ločniškar (1885-1947), učitelj, mladinski pesnik in pisatelj
- Franc Ločniškar (1923-2010), agronom, živinorejski strokovnjak, genetik, univ. profesor
- Janez Ločniškar (*1941), ekonomist, informatik
- Janez Ločniškar, gospodarstvenik, podjetnik?
- Jože Ločniškar (*1932)
- Mateja Ločniškar Fidler, knjižničarka, prejemnica Čopove diplome